# Павлово (Равицький повіт)
Павлово (пол. Pawłowo, нім. Paulseck) — село в Польщі, у гміні Ютросін Равицького повіту Великопольського воєводства.
Населення — 195 осіб (2011).
У 1975-1998 роках село належало до Лешненського воєводства.

## Демографія
Демографічна структура станом на 31 березня 2011 року:
|          | Загалом | Допрацездатний вік | Працездатний вік | Постпрацездатний вік |
| -------- | ------- | ------------------ | ---------------- | -------------------- |
| Чоловіки | 98      | 26                 | 65               | 7                    |
| Жінки    | 97      | 26                 | 55               | 16                   |
| Разом    | 195     | 52                 | 120              | 23                   |